# Isola Kopytin
L'isola Kopytin (in russo остров Копытин, in finlandese Kinnarit) è un'isola russa, bagnata dal mar Baltico.
Amministrativamente fa parte del Vyborgskij rajon dell'oblast' di Leningrado, nel Distretto Federale Nordoccidentale.

## Geografia
L'isola è situata nel golfo di Finlandia, nella parte orientale del mar Baltico, a 230 m dal confine russo-finlandese. Dista dalla terraferma, nel punto più vicino (l'estremità occidentale del golfo Selkäranta, in Finlandia), circa 5,8 km.
Kopytin è un'isola di forma triangolare irregolare, con i vertici molto arrotondati. La base arcuata punta verso sud; il vertice settentrionale si allunga in un breve promontorio. Misura circa 600 m di lunghezza e 400 m di larghezza massima al centro. Raggiunge un'altezza massima di 8 m s.l.m.

All'estremità settentrionale c'è una piccola isola senza nome.
Su Kopytin si trova un faro a base quadra, di 32 m d'altezza, con un piano focale a 41 m; dà un lampo bianco che rimane acceso per 2 sec e spento per 4 sec. Un altro faro con lo stesso nome si trova sulla vicina isola di Malyj Kopytin.
L'isola è inserita nella sezione 2 della "Riserva naturale dell'Ingermanland",

## Isole adiacenti
Nelle vicinanze di Kopytin si trovano numerose isole, alcune in territorio russo altre in territorio finlandese.
In territorio russo ci sono:
- Isola Malyj Kopytin (остров Малый Копытин), 70 m a est, è un'isola a forma di goccia, orientata in direzione nordovet-sudest. (60°25′55″N 27°42′33″E)
- Isole Smolistye (остров Смолистые), due isolette 1,8 km a nordest di Kopytin. La maggiore, quella meridionale, è lunga 115 m, larga 60 m e raggiunge un'altezza massima di 3,2 m s.l.m.[3] (60°26′12″N 27°44′16.5″E)
- Isola Zubec (остров Зубец), 440 m a sudest di Kopytin, è un'isola di forma irregolare orientata in direzione nordest-sudovest; è lunga 430 m e larga 200 m. (60°25′25″N 27°42′44″E)
- Isola Dolgij Rif (остров Долгий Риф), 730 m a sudest di Kopytin, è un rettangolo irregolare lungo circa 400 m e larg0 300 m. La sua altezza massima è di 5,8 m s.l.m.[3] (60°25′10″N 27°42′40″E)
- Isola Soglasnyj (остров Согласный), 1,2 km a sudest di Kopytin, è una piccola isola ovale, lunga 190 m e larga 90 m. (60°25′00″N 27°42′46″E)

In territorio finlandese si incontrano invece:
- Isole Ryslät (in russo острова Рюслят, ostrova Rjusljat), due isolette 800 m a sudovest. La maggiore è l'isola meridionale, di forma ovale, lunga 200 m e larga poco più di 100 m. (60°25′12″N 27°41′23″E)
- Pahaluoto, Väliluoto, Ulkoluoto, sono tre piccole isole disposte in direzione nord-sud, tutte a circa 2,5 km a ovest di Kopytin. (60°26′05″N 27°38′52″E coordinate di Vjaliluoto, l'isola centrale)
- Kinnarihelli, altra piccola isola 1 km a nordovest di Kopytin; misura 125 m di lunghezza e 100 m di larghezza. (60°26′26″N 27°41′18.5″E

Inoltre, in un lungo arco che va da nordovest a nordest di Kopytin si trovano le numerose isole del confine russo-finlandese (a distanze che vanno dai 4 km a 20 km), tra le quali Bol'šoj Pograničnyj, Kozlinyj, Santio e Mustamaa.

12 km a est si trova invece l'arcipelago Bol'šoj Fiskar.

## Storia
Tra il 1920 e il 1940 l'isola è appartenuta alla Finlandia, per poi passare definitivamente alla Russia. Kopytin e Malyj Kopytin furono fortificate durante la guerra d'inverno; queste postazioni combatterono più volte contro la marina della flotta del Baltico che prendeva d'assalto le isole.